# Asprocottus
Asprocottus is een geslacht van straalvinnige vissen uit de familie van de diepwaterdonderpadden (Abyssocottidae).

## Soorten
- Asprocottus abyssalis Taliev, 1955
- Asprocottus herzensteini L. S. Berg, 1906
- Asprocottus intermedius Taliev, 1955
- Asprocottus korjakovi Sideleva, 2001
- Asprocottus minor Sideleva, 2001
- Asprocottus parmiferus Taliev, 1955
- Asprocottus platycephalus Taliev, 1955
- Asprocottus pulcher Taliev, 1955